# لوتو بلجام تور 2019
لوتو بلجام تور 2019 (بالفرنسية: Tour de Belgique féminin 2019)‏ هو سباق دراجات هوائية، وهو الموسم الثامن من لوتو بلجام تور، وأقيم خلال الفترة من 10 سبتمبر 2019، وحتى 13 سبتمبر 2019 ضمن سباقات سباق الدراجات على الطريق للسيدات 2019، وشارك فيه  125 متسابقاً ووصل إلى نهايته  77 متسابقاً.
فاز بالمركز الأول ميكي كروجر، وفاز بالمركز الثاني لوت كوبيكي، وفاز بالمركز الثالث أودري كوردون، وفاز في ترتيب النقاط كورين ريفيرا، وفاز في تصنيف الجبال صوفي دي فوست، وفاز في ترتيب الفرق فريق ألمانيا لركوب الدراجات للسيدات 2019 ‏، وفاز في ترتيب النقاط للشباب ليان ليبرت.

## الفرق
| فرق سيدات محترفة (7)- دولتشيني فان إيك سبورت 2019 ‏ - Health Mate–Cyclelive Team ‏ - لوتو سودال للسيدات 2019 ‏ - ماسي تكتيك تيم للسيدات ‏ - Memorial Santos-Fupes ‏ - باركهوتل فالكنبورغ 2019 ‏ - سوبيلا 2019 ‏ فرق وطنية (4)- فريق ألمانيا لركوب الدراجات للسيدات 2019‏ - فريق الولايات المتحدة لركوب الدراجات للسيدات 2019‏ - فريق فرنسا لركوب الدراجات للسيدات 2019 ‏ - فريق النرويج لركوب الدراجات للسيدات 2019 ‏ فرق دراجات هواة سيدات (11)- Bianchi Dama‏ - Equano‏ - Isorex‏ - Jan van Arckel ‏ - Jos Feron Lady Force ‏ - Keukens Redant ‏ - أوتوجلاس ويترين ‏ - Restore‏ - إن إكس تي جي ريسينغ ‏ - Wielerclub de sprinters Malderen ‏ - روبل كليننينج ‏ |  |
| |  |

## المراحل
| قائمة المراحل | قائمة المراحل | قائمة المراحل                     | قائمة المراحل   | قائمة المراحل | قائمة المراحل   | قائمة المراحل |
| المرحلة       | التاريخ       | الدورة                            |                 | المسافة (كم)  | الفائز بالمرحلة | القائد العام  |
| ------------- | ------------- | --------------------------------- | --------------- | ------------- | --------------- | ------------- |
| المقدمة       | 10 سبتمبر     | Mettet ‏ – Mettet ‏                 | مرحلة سباق زمني | 5٫1           | روث ويندر       | روث ويندر     |
| المرحلة 1     | 11 سبتمبر     | Moorslede ‏ – Dadizele ‏            | مرحلة مستوية    | 123٫1         | ميكي كروجر      | ميكي كروجر    |
| المرحلة 2     | 12 سبتمبر     | فيلبروك ‏ – فيلبروك ‏               | مرحلة مستوية    | 134           | Coryn Rivera    | ميكي كروجر    |
| المرحلة 3     | 13 سبتمبر     | Geraardsbergen ‏ – Geraardsbergen ‏ | مرحلة التلال    | 98٫3          | Coryn Rivera    | ميكي كروجر    |

## النتيجة

### مرحلة 0
هي مرحلة أقيمت في 10 سبتمبر 2019، وامتدّت لمسافة 5.1 كيلومتر. فاز بالمركز الأول، وتصدر الترتيب العام في نهاية المرحلة روث ويندر، وتصدر ترتيب النقاط للشباب Christa Riffel ‏، وتصدر ترتيب الفرق فريق ألمانيا لركوب الدراجات للسيدات 2019 ‏.
| التصنيف العام | التصنيف العام       | التصنيف العام                                      | التصنيف العام | التصنيف العام |
| المتسابقة     | المتسابقة           | الفريق                                             | الوقت         |               |
| ------------- | ------------------- | -------------------------------------------------- | ------------- | ------------- |
| 1             | روث ويندر           | فريق الولايات المتحدة لركوب الدراجات للسيدات 2019 ‏ | 6 د 48 ث      |               |
| 2             | ميكي كروجر          | فريق ألمانيا لركوب الدراجات للسيدات 2019 ‏          | + 0 ث         |               |
| 3             | Coryn Rivera        | فريق الولايات المتحدة لركوب الدراجات للسيدات 2019 ‏ | + 12 ث        |               |
| 4             | Tanja Erath ‏        | فريق ألمانيا لركوب الدراجات للسيدات 2019 ‏          | + 16 ث        |               |
| 5             | لوت كوبيكي          | لوتو بيليسول للسيدات ‏                              | + 19 ث        |               |
| 6             | Christa Riffel ‏     | فريق ألمانيا لركوب الدراجات للسيدات 2019 ‏          | + 19 ث        |               |
| 7             | ليان ليبرت          | فريق ألمانيا لركوب الدراجات للسيدات 2019 ‏          | + 19 ث        |               |
| 8             | Julie Van de Velde ‏ | لوتو بيليسول للسيدات ‏                              | + 20 ث        |               |
| 9             | صوفي دي فوست        | باركهوتل فالكنبورغ ‏                                | + 20 ث        |               |
| 10            | إميلي موبيرج        | فريق النرويج لركوب الدراجات للسيدات 2019 ‏          | + 20 ث        |               |
|               |                     |                                                    |               |               |
|               |                     |                                                    |               |               |

### مرحلة 1
هي مرحلة مستوية، أقيمت في 11 سبتمبر 2019، وامتدّت لمسافة 123.1 كيلومتر. فاز بالمركز الأول، وتصدر الترتيب العام في نهاية المرحلة وترتيب النقاط ميكي كروجر، وتصدر ترتيب الفرق فريق ألمانيا لركوب الدراجات للسيدات 2019 ‏، وتصدر ترتيب النقاط للشباب Christa Riffel ‏، وتصدر ترتيب التسلق صوفي دي فوست.
| التصنيف العام | التصنيف العام       | التصنيف العام                                      | التصنيف العام | التصنيف العام |
| المتسابقة     | المتسابقة           | الفريق                                             | الوقت         |               |
| ------------- | ------------------- | -------------------------------------------------- | ------------- | ------------- |
| 1             | ميكي كروجر          | فريق ألمانيا لركوب الدراجات للسيدات 2019 ‏          | 3 س 09 د 13 ث |               |
| 2             | لوت كوبيكي          | لوتو بيليسول للسيدات ‏                              | + 33 ث        |               |
| 3             | Audrey Cordon-Ragot | فريق فرنسا لركوب الدراجات للسيدات 2019 ‏            | + 35 ث        |               |
| 4             | روث ويندر           | فريق الولايات المتحدة لركوب الدراجات للسيدات 2019 ‏ | + 3 د 07 ث    |               |
| 5             | Coryn Rivera        | فريق الولايات المتحدة لركوب الدراجات للسيدات 2019 ‏ | + 3 د 19 ث    |               |
| 6             | Tanja Erath ‏        | فريق ألمانيا لركوب الدراجات للسيدات 2019 ‏          | + 3 د 23 ث    |               |
| 7             | Christa Riffel ‏     | فريق ألمانيا لركوب الدراجات للسيدات 2019 ‏          | + 3 د 26 ث    |               |
| 8             | ليان ليبرت          | فريق ألمانيا لركوب الدراجات للسيدات 2019 ‏          | + 3 د 26 ث    |               |
| 9             | Julie Van de Velde ‏ | لوتو بيليسول للسيدات ‏                              | + 3 د 27 ث    |               |
| 10            | صوفي دي فوست        | باركهوتل فالكنبورغ ‏                                | + 3 د 27 ث    |               |
|               |                     |                                                    |               |               |
|               |                     |                                                    |               |               |

### مرحلة 2
هي مرحلة مستوية، أقيمت في 12 سبتمبر 2019، وامتدّت لمسافة 134 كيلومتر. فاز بالمركز الأول كورين ريفيرا، وتصدر ترتيب النقاط للشباب سوزان أندرسن، وتصدر الترتيب العام في نهاية المرحلة وترتيب النقاط ميكي كروجر، وتصدر ترتيب الفرق فريق ألمانيا لركوب الدراجات للسيدات 2019 ‏، وتصدر ترتيب التسلق صوفي دي فوست.
| التصنيف العام | التصنيف العام        | التصنيف العام                                      | التصنيف العام | التصنيف العام |
| المتسابقة     | المتسابقة            | الفريق                                             | الوقت         |               |
| ------------- | -------------------- | -------------------------------------------------- | ------------- | ------------- |
| 1             | ميكي كروجر           | فريق ألمانيا لركوب الدراجات للسيدات 2019 ‏          | 6 س 24 د 54 ث |               |
| 2             | لوت كوبيكي           | لوتو بيليسول للسيدات ‏                              | + 29 ث        |               |
| 3             | Audrey Cordon-Ragot  | فريق فرنسا لركوب الدراجات للسيدات 2019 ‏            | + 34 ث        |               |
| 4             | Coryn Rivera         | فريق الولايات المتحدة لركوب الدراجات للسيدات 2019 ‏ | + 3 د 09 ث    |               |
| 5             | روث ويندر            | فريق الولايات المتحدة لركوب الدراجات للسيدات 2019 ‏ | + 3 د 12 ث    |               |
| 6             | Tanja Erath ‏         | فريق ألمانيا لركوب الدراجات للسيدات 2019 ‏          | + 3 د 23 ث    |               |
| 7             | سوزان أندرسن         | فريق النرويج لركوب الدراجات للسيدات 2019 ‏          | + 3 د 23 ث    |               |
| 8             | إميلي موبيرج         | فريق النرويج لركوب الدراجات للسيدات 2019 ‏          | + 3 د 27 ث    |               |
| 9             | Amber van der Hulst ‏ | Jan van Arckel ‏                                    | + 3 د 28 ث    |               |
| 10            | Shari Bossuyt ‏       | إن إكس تي جي ريسينغ ‏                               | + 3 د 30 ث    |               |
|               |                      |                                                    |               |               |
|               |                      |                                                    |               |               |

### مرحلة 3
هي مرحلة جبلية، أقيمت في 13 سبتمبر 2019، وامتدّت لمسافة 98.3 كيلومتر. فاز بالمركز الأول كورين ريفيرا، وتصدر الترتيب العام في نهاية المرحلة ميكي كروجر.

## المشاركون
| فريق ألمانيا لركوب الدراجات للسيدات 2019‏ GER | فريق ألمانيا لركوب الدراجات للسيدات 2019‏ GER | فريق ألمانيا لركوب الدراجات للسيدات 2019‏ GER |
| -------------------------------------------- | -------------------------------------------- | -------------------------------------------- |
| م                                            | عداء                                         | مرتبة                                        |
| 1                                            | ليان ليبرت                                   | 5                                            |
| 2                                            | ميكي كروجر                                   | 1                                            |
| 3                                            | رومي كاسبر                                   | 21                                           |
| 4                                            | Tanja Erath ‏                                 | 29                                           |
| 5                                            | Christa Riffel ‏                              | لم يكمل السباق                               |
| 6                                            | هانا لودفيغ                                  | 30                                           |

| باركهوتل فالكنبورغ ‏ PHV | باركهوتل فالكنبورغ ‏ PHV | باركهوتل فالكنبورغ ‏ PHV |
| ----------------------- | ----------------------- | ----------------------- |
| م                       | عداء                    | مرتبة                   |
| 11                      | صوفي دي فوست            | 7                       |
| 12                      | Marit Raaijmakers ‏      | 46                      |
| 13                      | Sylvie Swinkels ‏        | لم يكمل السباق-3        |
| 15                      | إستر فان فيين           | 37                      |
| 16                      | Nina Buijsman ‏          | 22                      |

| لوتو بيليسول للسيدات ‏ LSL | لوتو بيليسول للسيدات ‏ LSL | لوتو بيليسول للسيدات ‏ LSL |
| ------------------------- | ------------------------- | ------------------------- |
| م                         | عداء                      | مرتبة                     |
| 21                        | لوت كوبيكي (زمني فردي)    | 2                         |
| 22                        | شانتال هوفمان             | لم يكمل السباق-3          |
| 23                        | Julie Van de Velde ‏       | 33                        |
| 24                        | كيلي فان دن ستين          | 15                        |
| 25                        | Nguyễn Thị Thật ‏          | لم يكمل السباق-3          |
| 26                        | Danique Braam ‏            | 61                        |

| دولتشيني فان إيك بروكسيموس ‏ DVE | دولتشيني فان إيك بروكسيموس ‏ DVE | دولتشيني فان إيك بروكسيموس ‏ DVE |
| ------------------------------- | ------------------------------- | ------------------------------- |
| م                               | عداء                            | مرتبة                           |
| 31                              | كيلي درويتس                     | 38                              |
| 32                              | Séverine Eraud ‏ (زمني فردي)     | 19                              |
| 33                              | Pascale Jeuland-Tranchant       | 11                              |
| 34                              | Jesse Vandenbulcke ‏ (طريق)      | 12                              |
| 35                              | Saartje Vandenbroucke ‏          | لم يكمل السباق-2                |
| 36                              | Mieke Docx ‏                     | لم يكمل السباق-3                |

| Health Mate–Cyclelive Team ‏ HMT | Health Mate–Cyclelive Team ‏ HMT | Health Mate–Cyclelive Team ‏ HMT |
| ------------------------------- | ------------------------------- | ------------------------------- |
| م                               | عداء                            | مرتبة                           |
| 41                              | Laura Süßemilch ‏                | 35                              |
| 42                              | Kathrin Schweinberger ‏          | 13                              |
| 43                              | كيرستي فان هافتن                | 16                              |
| 44                              | Fien Delbaere ‏                  | 47                              |
| 45                              | Zsófia Szabó ‏ (طريق)            | لم يكمل السباق-3                |
| 46                              | Marga López (cyclist) ‏          | لم يكمل السباق-3                |

| سوبيلا ومنز تيم ‏ SWT | سوبيلا ومنز تيم ‏ SWT | سوبيلا ومنز تيم ‏ SWT |
| -------------------- | -------------------- | -------------------- |
| م                    | عداء                 | مرتبة                |
| 51                   | Sofia Rodríguez ‏     | 54                   |
| 52                   | Yurani Blanco ‏       | 67                   |
| 53                   | ماريا مارتينز        | 27                   |
| 56                   | Mireia Trias ‏        | 68                   |

| Memorial Santos-Fupes ‏ ___ | Memorial Santos-Fupes ‏ ___ | Memorial Santos-Fupes ‏ ___ |
| -------------------------- | -------------------------- | -------------------------- |
| م                          | عداء                       | مرتبة                      |
| 61                         | Adriele Alves Mendes‏       | لم يكمل السباق-1           |
| 62                         | Ana Paula Polegatch ‏       | لم يكمل السباق-3           |
| 63                         | Giovana Cruz Corsi‏         | لم يكمل السباق-1           |
| 64                         | Sharon Dommanschet‏         | لم يكمل السباق-1           |
| 65                         | Thayna Araujo Lima‏         | لم يكمل السباق-1           |
| 66                         | Femke Verstichelen ‏        | لم يكمل السباق-2           |

| ماسي تكتيك تيم للسيدات ‏ MAT | ماسي تكتيك تيم للسيدات ‏ MAT | ماسي تكتيك تيم للسيدات ‏ MAT |
| --------------------------- | --------------------------- | --------------------------- |
| م                           | عداء                        | مرتبة                       |
| 71                          | بيلين لوبيز                 | 58                          |
| 72                          | Mireia Benito ‏              | 71                          |
| 73                          | Maria Banlles Santamaria ‏   | لم يكمل السباق-1            |
| 74                          | Teresa Ripoll Sabate ‏       | لم يكمل السباق-1            |
| 75                          | Patricia Ortega Ruiz ‏       | 60                          |
| 76                          | Nekane Gómez ‏               | لم يكمل السباق-1            |

| فريق الولايات المتحدة لركوب الدراجات للسيدات 2019‏ USA | فريق الولايات المتحدة لركوب الدراجات للسيدات 2019‏ USA | فريق الولايات المتحدة لركوب الدراجات للسيدات 2019‏ USA |
| ----------------------------------------------------- | ----------------------------------------------------- | ----------------------------------------------------- |
| م                                                     | عداء                                                  | مرتبة                                                 |
| 81                                                    | روث ويندر (طريق)                                      | 6                                                     |
| 82                                                    | Coryn Rivera                                          | 4                                                     |
| 83                                                    | سكاي شنايدر                                           | لم يبدأ-3                                             |
| 85                                                    | كاتي هال                                              | 20                                                    |
| 86                                                    | إيريكا كليفينغر                                       | 52                                                    |

| فريق فرنسا لركوب الدراجات للسيدات 2019 ‏ FRA | فريق فرنسا لركوب الدراجات للسيدات 2019 ‏ FRA | فريق فرنسا لركوب الدراجات للسيدات 2019 ‏ FRA |
| ------------------------------------------- | ------------------------------------------- | ------------------------------------------- |
| م                                           | عداء                                        | مرتبة                                       |
| 91                                          | Noémie Abgrall ‏                             | 48                                          |
| 92                                          | Audrey Cordon-Ragot                         | 3                                           |
| 93                                          | Lucie Jounier ‏                              | 50                                          |
| 94                                          | Typhaine Laurance ‏                          | لم يكمل السباق-3                            |
| 95                                          | Célia Le Mouel ‏                             | 66                                          |
| 96                                          | غلاديس فيرهلست ‏                             | لم يكمل السباق-3                            |

| فريق النرويج لركوب الدراجات للسيدات 2019 ‏ NOR | فريق النرويج لركوب الدراجات للسيدات 2019 ‏ NOR | فريق النرويج لركوب الدراجات للسيدات 2019 ‏ NOR |
| --------------------------------------------- | --------------------------------------------- | --------------------------------------------- |
| م                                             | عداء                                          | مرتبة                                         |
| 101                                           | Stine Borgli ‏                                 | 10                                            |
| 102                                           | سوزان أندرسن                                  | 8                                             |
| 103                                           | Mie Bjørndal Ottestad ‏                        | 51                                            |
| 104                                           | إميلي موبيرج                                  | 9                                             |
| 105                                           | Ingrid Lorvik ‏ (طريق)                         | 70                                            |
| 106                                           | Ingvild Gåskjenn ‏                             | 23                                            |

| إن إكس تي جي ريسينغ ‏ ___ | إن إكس تي جي ريسينغ ‏ ___ | إن إكس تي جي ريسينغ ‏ ___ |
| ------------------------ | ------------------------ | ------------------------ |
| م                        | عداء                     | مرتبة                    |
| 111                      | Shari Bossuyt ‏           | 24                       |
| 112                      | Eva Jonkers‏              | 63                       |
| 113                      | Cathalijne Hoolwerf ‏     | 64                       |
| 114                      | Rozemarijn Ammerlaan ‏    | 26                       |
| 115                      | Britt Knaven ‏            | لم يكمل السباق-3         |
| 116                      | Ingrit Verhoeff‏          | لم يكمل السباق-3         |

| أوتوجلاس ويترين ‏ ___ | أوتوجلاس ويترين ‏ ___       | أوتوجلاس ويترين ‏ ___ |
| -------------------- | -------------------------- | -------------------- |
| م                    | عداء                       | مرتبة                |
| 121                  | لورين كريمر ‏               | 34                   |
| 122                  | Eeva Sarlin ‏               | لم يكمل السباق-3     |
| 123                  | Hanna Johansson (cyclist) ‏ | لم يكمل السباق-1     |
| 124                  | Alicia Evans‏               | لم يكمل السباق-1     |
| 125                  | ثاليتا دي جونج             | 31                   |

| Isorex‏ DDG | Isorex‏ DDG        | Isorex‏ DDG       |
| ---------- | ----------------- | ---------------- |
| م          | عداء              | مرتبة            |
| 131        | Antonia Gröndahl ‏ | لم يكمل السباق-1 |
| 132        | Nicola Juniper ‏   | 18               |
| 133        | Kate Wightman‏     | 77               |
| 134        | Emily Meakin‏      | 39               |
| 135        | Isabella Stone‏    | لم يكمل السباق-3 |
| 136        | Laura Bragano‏     | لم يكمل السباق-1 |

| روبل كليننينج ‏ ___ | روبل كليننينج ‏ ___ | روبل كليننينج ‏ ___ |
| ------------------ | ------------------ | ------------------ |
| م                  | عداء               | مرتبة              |
| 141                | Nele Armée ‏        | 36                 |
| 142                | ترين شميت          | لم يكمل السباق-3   |

| بدون فريق ___ | بدون فريق ___ | بدون فريق ___ |
| ------------- | ------------- | ------------- |
| م             | عداء          | مرتبة         |
| 143           | Gilke Croket ‏ | 62            |

| روبل كليننينج ‏ ___ | روبل كليننينج ‏ ___ | روبل كليننينج ‏ ___ |
| ------------------ | ------------------ | ------------------ |
| م                  | عداء               | مرتبة              |
| 144                | Ditte Lenseclaes‏   | لم يكمل السباق-3   |
| 145                | Aline Seitz ‏       | لم يكمل السباق-3   |
| 146                | Andrea Waldis ‏     | 17                 |

| Equano‏ ___ | Equano‏ ___          | Equano‏ ___       |
| ---------- | ------------------- | ---------------- |
| م          | عداء                | مرتبة            |
| 151        | دانييلا جاس         | لم يبدأ-3        |
| 152        | Gaia Tortolina ‏     | 53               |
| 153        | Katrien Rubbens‏     | لم يكمل السباق-3 |
| 154        | Karolina Perekitko ‏ | 72               |
| 155        | Marijke de Smedt‏    | 69               |
| 156        | Naika Deneef‏        | لم يكمل السباق-1 |

| Wielerclub de sprinters Malderen ‏ ___ | Wielerclub de sprinters Malderen ‏ ___ | Wielerclub de sprinters Malderen ‏ ___ |
| ------------------------------------- | ------------------------------------- | ------------------------------------- |
| م                                     | عداء                                  | مرتبة                                 |
| 161                                   | Maxime Roes‏                           | 76                                    |
| 162                                   | Lynn Marien‏                           | لم يكمل السباق-3                      |
| 163                                   | Aurore Verhoeven ‏                     | لم يكمل السباق-3                      |
| 164                                   | Misuzu Shimoyama‏                      | لم يبدأ-2                             |
| 165                                   | Claudia Jongerius‏                     | 42                                    |
| 166                                   | Eva Van Den Born‏                      | 74                                    |

| Keukens Redant ‏ ___ | Keukens Redant ‏ ___   | Keukens Redant ‏ ___ |
| ------------------- | --------------------- | ------------------- |
| م                   | عداء                  | مرتبة               |
| 171                 | Lone Meertens ‏        | 49                  |
| 172                 | Evelien Debboudt‏      | 59                  |
| 173                 | Katie van Geyte‏       | 65                  |
| 174                 | Quinty van de Guchte ‏ | 75                  |
| 175                 | Vibeke Lystad‏         | 55                  |
| 176                 | Birgitte Ravndal‏      | 28                  |

| Jos Feron Lady Force ‏ ___ | Jos Feron Lady Force ‏ ___ | Jos Feron Lady Force ‏ ___ |
| ------------------------- | ------------------------- | ------------------------- |
| م                         | عداء                      | مرتبة                     |
| 181                       | كات هاينس                 | لم يكمل السباق-3          |
| 182                       | Nancy van der Burg ‏       | 14                        |
| 183                       | Céline van Houtum‏         | 44                        |
| 184                       | Marieke de Groot ‏         | 41                        |
| 185                       | Jenny Hofmann ‏            | لم يكمل السباق-1          |
| 186                       | Liisa Ehrberg ‏ (طريق)     | لم يكمل السباق-3          |

| Jan van Arckel ‏ ___ | Jan van Arckel ‏ ___  | Jan van Arckel ‏ ___ |
| ------------------- | -------------------- | ------------------- |
| م                   | عداء                 | مرتبة               |
| 191                 | Charlotte Kool ‏      | 32                  |
| 193                 | Bente van Teeseling ‏ | 40                  |
| 194                 | Mylène de Zoete ‏     | لم يبدأ-2           |
| 195                 | Amber van der Hulst ‏ | 25                  |
| 196                 | Minke Bakker‏         | 43                  |

| Restore‏ ___ | Restore‏ ___     | Restore‏ ___      |
| ----------- | --------------- | ---------------- |
| م           | عداء            | مرتبة            |
| 201         | Elien Mercier‏   | لم يكمل السباق-1 |
| 202         | Maaike Coljé ‏   | 56               |
| 203         | Gina Hofland‏    | لم يكمل السباق-3 |
| 204         | Daniela Trcková‏ | لم يكمل السباق-1 |
| 205         | Emma Boogaard ‏  | لم يكمل السباق-3 |
| 206         | Kim Baptista‏    | 45               |

| Bianchi Dama‏ ___ | Bianchi Dama‏ ___  | Bianchi Dama‏ ___ |
| ---------------- | ----------------- | ---------------- |
| م                | عداء              | مرتبة            |
| 211              | Emma Cockcroft‏    | لم يكمل السباق-3 |
| 212              | Holly Macmahon‏    | لم يكمل السباق-1 |
| 213              | Georgina Panchaud‏ | 73               |
| 214              | Jennifer Powell‏   | 57               |
| 215              | Natasha Reddy‏     | لم يكمل السباق-1 |

| فريق ألمانيا لركوب الدراجات للسيدات 2019‏ GER | فريق ألمانيا لركوب الدراجات للسيدات 2019‏ GER | فريق ألمانيا لركوب الدراجات للسيدات 2019‏ GER |
| -------------------------------------------- | -------------------------------------------- | -------------------------------------------- |
| م                                            | عداء                                         | مرتبة                                        |
| 1                                            | ليان ليبرت                                   | 5                                            |
| 2                                            | ميكي كروجر                                   | 1                                            |
| 3                                            | رومي كاسبر                                   | 21                                           |
| 4                                            | Tanja Erath ‏                                 | 29                                           |
| 5                                            | Christa Riffel ‏                              | لم يكمل السباق                               |
| 6                                            | هانا لودفيغ                                  | 30                                           |

| باركهوتل فالكنبورغ ‏ PHV | باركهوتل فالكنبورغ ‏ PHV | باركهوتل فالكنبورغ ‏ PHV |
| ----------------------- | ----------------------- | ----------------------- |
| م                       | عداء                    | مرتبة                   |
| 11                      | صوفي دي فوست            | 7                       |
| 12                      | Marit Raaijmakers ‏      | 46                      |
| 13                      | Sylvie Swinkels ‏        | لم يكمل السباق-3        |
| 15                      | إستر فان فيين           | 37                      |
| 16                      | Nina Buijsman ‏          | 22                      |

| لوتو بيليسول للسيدات ‏ LSL | لوتو بيليسول للسيدات ‏ LSL | لوتو بيليسول للسيدات ‏ LSL |
| ------------------------- | ------------------------- | ------------------------- |
| م                         | عداء                      | مرتبة                     |
| 21                        | لوت كوبيكي (زمني فردي)    | 2                         |
| 22                        | شانتال هوفمان             | لم يكمل السباق-3          |
| 23                        | Julie Van de Velde ‏       | 33                        |
| 24                        | كيلي فان دن ستين          | 15                        |
| 25                        | Nguyễn Thị Thật ‏          | لم يكمل السباق-3          |
| 26                        | Danique Braam ‏            | 61                        |

| دولتشيني فان إيك بروكسيموس ‏ DVE | دولتشيني فان إيك بروكسيموس ‏ DVE | دولتشيني فان إيك بروكسيموس ‏ DVE |
| ------------------------------- | ------------------------------- | ------------------------------- |
| م                               | عداء                            | مرتبة                           |
| 31                              | كيلي درويتس                     | 38                              |
| 32                              | Séverine Eraud ‏ (زمني فردي)     | 19                              |
| 33                              | Pascale Jeuland-Tranchant       | 11                              |
| 34                              | Jesse Vandenbulcke ‏ (طريق)      | 12                              |
| 35                              | Saartje Vandenbroucke ‏          | لم يكمل السباق-2                |
| 36                              | Mieke Docx ‏                     | لم يكمل السباق-3                |

| Health Mate–Cyclelive Team ‏ HMT | Health Mate–Cyclelive Team ‏ HMT | Health Mate–Cyclelive Team ‏ HMT |
| ------------------------------- | ------------------------------- | ------------------------------- |
| م                               | عداء                            | مرتبة                           |
| 41                              | Laura Süßemilch ‏                | 35                              |
| 42                              | Kathrin Schweinberger ‏          | 13                              |
| 43                              | كيرستي فان هافتن                | 16                              |
| 44                              | Fien Delbaere ‏                  | 47                              |
| 45                              | Zsófia Szabó ‏ (طريق)            | لم يكمل السباق-3                |
| 46                              | Marga López (cyclist) ‏          | لم يكمل السباق-3                |

| سوبيلا ومنز تيم ‏ SWT | سوبيلا ومنز تيم ‏ SWT | سوبيلا ومنز تيم ‏ SWT |
| -------------------- | -------------------- | -------------------- |
| م                    | عداء                 | مرتبة                |
| 51                   | Sofia Rodríguez ‏     | 54                   |
| 52                   | Yurani Blanco ‏       | 67                   |
| 53                   | ماريا مارتينز        | 27                   |
| 56                   | Mireia Trias ‏        | 68                   |

| Memorial Santos-Fupes ‏ ___ | Memorial Santos-Fupes ‏ ___ | Memorial Santos-Fupes ‏ ___ |
| -------------------------- | -------------------------- | -------------------------- |
| م                          | عداء                       | مرتبة                      |
| 61                         | Adriele Alves Mendes‏       | لم يكمل السباق-1           |
| 62                         | Ana Paula Polegatch ‏       | لم يكمل السباق-3           |
| 63                         | Giovana Cruz Corsi‏         | لم يكمل السباق-1           |
| 64                         | Sharon Dommanschet‏         | لم يكمل السباق-1           |
| 65                         | Thayna Araujo Lima‏         | لم يكمل السباق-1           |
| 66                         | Femke Verstichelen ‏        | لم يكمل السباق-2           |

| ماسي تكتيك تيم للسيدات ‏ MAT | ماسي تكتيك تيم للسيدات ‏ MAT | ماسي تكتيك تيم للسيدات ‏ MAT |
| --------------------------- | --------------------------- | --------------------------- |
| م                           | عداء                        | مرتبة                       |
| 71                          | بيلين لوبيز                 | 58                          |
| 72                          | Mireia Benito ‏              | 71                          |
| 73                          | Maria Banlles Santamaria ‏   | لم يكمل السباق-1            |
| 74                          | Teresa Ripoll Sabate ‏       | لم يكمل السباق-1            |
| 75                          | Patricia Ortega Ruiz ‏       | 60                          |
| 76                          | Nekane Gómez ‏               | لم يكمل السباق-1            |

| فريق الولايات المتحدة لركوب الدراجات للسيدات 2019‏ USA | فريق الولايات المتحدة لركوب الدراجات للسيدات 2019‏ USA | فريق الولايات المتحدة لركوب الدراجات للسيدات 2019‏ USA |
| ----------------------------------------------------- | ----------------------------------------------------- | ----------------------------------------------------- |
| م                                                     | عداء                                                  | مرتبة                                                 |
| 81                                                    | روث ويندر (طريق)                                      | 6                                                     |
| 82                                                    | Coryn Rivera                                          | 4                                                     |
| 83                                                    | سكاي شنايدر                                           | لم يبدأ-3                                             |
| 85                                                    | كاتي هال                                              | 20                                                    |
| 86                                                    | إيريكا كليفينغر                                       | 52                                                    |

| فريق فرنسا لركوب الدراجات للسيدات 2019 ‏ FRA | فريق فرنسا لركوب الدراجات للسيدات 2019 ‏ FRA | فريق فرنسا لركوب الدراجات للسيدات 2019 ‏ FRA |
| ------------------------------------------- | ------------------------------------------- | ------------------------------------------- |
| م                                           | عداء                                        | مرتبة                                       |
| 91                                          | Noémie Abgrall ‏                             | 48                                          |
| 92                                          | Audrey Cordon-Ragot                         | 3                                           |
| 93                                          | Lucie Jounier ‏                              | 50                                          |
| 94                                          | Typhaine Laurance ‏                          | لم يكمل السباق-3                            |
| 95                                          | Célia Le Mouel ‏                             | 66                                          |
| 96                                          | غلاديس فيرهلست ‏                             | لم يكمل السباق-3                            |

| فريق النرويج لركوب الدراجات للسيدات 2019 ‏ NOR | فريق النرويج لركوب الدراجات للسيدات 2019 ‏ NOR | فريق النرويج لركوب الدراجات للسيدات 2019 ‏ NOR |
| --------------------------------------------- | --------------------------------------------- | --------------------------------------------- |
| م                                             | عداء                                          | مرتبة                                         |
| 101                                           | Stine Borgli ‏                                 | 10                                            |
| 102                                           | سوزان أندرسن                                  | 8                                             |
| 103                                           | Mie Bjørndal Ottestad ‏                        | 51                                            |
| 104                                           | إميلي موبيرج                                  | 9                                             |
| 105                                           | Ingrid Lorvik ‏ (طريق)                         | 70                                            |
| 106                                           | Ingvild Gåskjenn ‏                             | 23                                            |

| إن إكس تي جي ريسينغ ‏ ___ | إن إكس تي جي ريسينغ ‏ ___ | إن إكس تي جي ريسينغ ‏ ___ |
| ------------------------ | ------------------------ | ------------------------ |
| م                        | عداء                     | مرتبة                    |
| 111                      | Shari Bossuyt ‏           | 24                       |
| 112                      | Eva Jonkers‏              | 63                       |
| 113                      | Cathalijne Hoolwerf ‏     | 64                       |
| 114                      | Rozemarijn Ammerlaan ‏    | 26                       |
| 115                      | Britt Knaven ‏            | لم يكمل السباق-3         |
| 116                      | Ingrit Verhoeff‏          | لم يكمل السباق-3         |

| أوتوجلاس ويترين ‏ ___ | أوتوجلاس ويترين ‏ ___       | أوتوجلاس ويترين ‏ ___ |
| -------------------- | -------------------------- | -------------------- |
| م                    | عداء                       | مرتبة                |
| 121                  | لورين كريمر ‏               | 34                   |
| 122                  | Eeva Sarlin ‏               | لم يكمل السباق-3     |
| 123                  | Hanna Johansson (cyclist) ‏ | لم يكمل السباق-1     |
| 124                  | Alicia Evans‏               | لم يكمل السباق-1     |
| 125                  | ثاليتا دي جونج             | 31                   |

| Isorex‏ DDG | Isorex‏ DDG        | Isorex‏ DDG       |
| ---------- | ----------------- | ---------------- |
| م          | عداء              | مرتبة            |
| 131        | Antonia Gröndahl ‏ | لم يكمل السباق-1 |
| 132        | Nicola Juniper ‏   | 18               |
| 133        | Kate Wightman‏     | 77               |
| 134        | Emily Meakin‏      | 39               |
| 135        | Isabella Stone‏    | لم يكمل السباق-3 |
| 136        | Laura Bragano‏     | لم يكمل السباق-1 |

| روبل كليننينج ‏ ___ | روبل كليننينج ‏ ___ | روبل كليننينج ‏ ___ |
| ------------------ | ------------------ | ------------------ |
| م                  | عداء               | مرتبة              |
| 141                | Nele Armée ‏        | 36                 |
| 142                | ترين شميت          | لم يكمل السباق-3   |

| بدون فريق ___ | بدون فريق ___ | بدون فريق ___ |
| ------------- | ------------- | ------------- |
| م             | عداء          | مرتبة         |
| 143           | Gilke Croket ‏ | 62            |

| روبل كليننينج ‏ ___ | روبل كليننينج ‏ ___ | روبل كليننينج ‏ ___ |
| ------------------ | ------------------ | ------------------ |
| م                  | عداء               | مرتبة              |
| 144                | Ditte Lenseclaes‏   | لم يكمل السباق-3   |
| 145                | Aline Seitz ‏       | لم يكمل السباق-3   |
| 146                | Andrea Waldis ‏     | 17                 |

| Equano‏ ___ | Equano‏ ___          | Equano‏ ___       |
| ---------- | ------------------- | ---------------- |
| م          | عداء                | مرتبة            |
| 151        | دانييلا جاس         | لم يبدأ-3        |
| 152        | Gaia Tortolina ‏     | 53               |
| 153        | Katrien Rubbens‏     | لم يكمل السباق-3 |
| 154        | Karolina Perekitko ‏ | 72               |
| 155        | Marijke de Smedt‏    | 69               |
| 156        | Naika Deneef‏        | لم يكمل السباق-1 |

| Wielerclub de sprinters Malderen ‏ ___ | Wielerclub de sprinters Malderen ‏ ___ | Wielerclub de sprinters Malderen ‏ ___ |
| ------------------------------------- | ------------------------------------- | ------------------------------------- |
| م                                     | عداء                                  | مرتبة                                 |
| 161                                   | Maxime Roes‏                           | 76                                    |
| 162                                   | Lynn Marien‏                           | لم يكمل السباق-3                      |
| 163                                   | Aurore Verhoeven ‏                     | لم يكمل السباق-3                      |
| 164                                   | Misuzu Shimoyama‏                      | لم يبدأ-2                             |
| 165                                   | Claudia Jongerius‏                     | 42                                    |
| 166                                   | Eva Van Den Born‏                      | 74                                    |

| Keukens Redant ‏ ___ | Keukens Redant ‏ ___   | Keukens Redant ‏ ___ |
| ------------------- | --------------------- | ------------------- |
| م                   | عداء                  | مرتبة               |
| 171                 | Lone Meertens ‏        | 49                  |
| 172                 | Evelien Debboudt‏      | 59                  |
| 173                 | Katie van Geyte‏       | 65                  |
| 174                 | Quinty van de Guchte ‏ | 75                  |
| 175                 | Vibeke Lystad‏         | 55                  |
| 176                 | Birgitte Ravndal‏      | 28                  |

| Jos Feron Lady Force ‏ ___ | Jos Feron Lady Force ‏ ___ | Jos Feron Lady Force ‏ ___ |
| ------------------------- | ------------------------- | ------------------------- |
| م                         | عداء                      | مرتبة                     |
| 181                       | كات هاينس                 | لم يكمل السباق-3          |
| 182                       | Nancy van der Burg ‏       | 14                        |
| 183                       | Céline van Houtum‏         | 44                        |
| 184                       | Marieke de Groot ‏         | 41                        |
| 185                       | Jenny Hofmann ‏            | لم يكمل السباق-1          |
| 186                       | Liisa Ehrberg ‏ (طريق)     | لم يكمل السباق-3          |

| Jan van Arckel ‏ ___ | Jan van Arckel ‏ ___  | Jan van Arckel ‏ ___ |
| ------------------- | -------------------- | ------------------- |
| م                   | عداء                 | مرتبة               |
| 191                 | Charlotte Kool ‏      | 32                  |
| 193                 | Bente van Teeseling ‏ | 40                  |
| 194                 | Mylène de Zoete ‏     | لم يبدأ-2           |
| 195                 | Amber van der Hulst ‏ | 25                  |
| 196                 | Minke Bakker‏         | 43                  |

| Restore‏ ___ | Restore‏ ___     | Restore‏ ___      |
| ----------- | --------------- | ---------------- |
| م           | عداء            | مرتبة            |
| 201         | Elien Mercier‏   | لم يكمل السباق-1 |
| 202         | Maaike Coljé ‏   | 56               |
| 203         | Gina Hofland‏    | لم يكمل السباق-3 |
| 204         | Daniela Trcková‏ | لم يكمل السباق-1 |
| 205         | Emma Boogaard ‏  | لم يكمل السباق-3 |
| 206         | Kim Baptista‏    | 45               |

| Bianchi Dama‏ ___ | Bianchi Dama‏ ___  | Bianchi Dama‏ ___ |
| ---------------- | ----------------- | ---------------- |
| م                | عداء              | مرتبة            |
| 211              | Emma Cockcroft‏    | لم يكمل السباق-3 |
| 212              | Holly Macmahon‏    | لم يكمل السباق-1 |
| 213              | Georgina Panchaud‏ | 73               |
| 214              | Jennifer Powell‏   | 57               |
| 215              | Natasha Reddy‏     | لم يكمل السباق-1 |

## التصنيف العام النهائي
| التصنيف العام | التصنيف العام       | التصنيف العام                                      | التصنيف العام | التصنيف العام |
| المتسابقة     | المتسابقة           | الفريق                                             | الوقت         |               |
| ------------- | ------------------- | -------------------------------------------------- | ------------- | ------------- |
| 1             | ميكي كروجر          | فريق ألمانيا لركوب الدراجات للسيدات 2019 ‏          | 8 س 37 د 05 ث |               |
| 2             | لوت كوبيكي          | لوتو بيليسول للسيدات ‏                              | + 8 ث         |               |
| 3             | Audrey Cordon-Ragot | فريق فرنسا لركوب الدراجات للسيدات 2019 ‏            | + 14 ث        |               |
| 4             | Coryn Rivera        | فريق الولايات المتحدة لركوب الدراجات للسيدات 2019 ‏ | + 2 د 33 ث    |               |
| 5             | ليان ليبرت          | فريق ألمانيا لركوب الدراجات للسيدات 2019 ‏          | + 3 د 00 ث    |               |
| 6             | روث ويندر           | فريق الولايات المتحدة لركوب الدراجات للسيدات 2019 ‏ | + 3 د 02 ث    |               |
| 7             | صوفي دي فوست        | باركهوتل فالكنبورغ ‏                                | + 3 د 02 ث    |               |
| 8             | سوزان أندرسن        | فريق النرويج لركوب الدراجات للسيدات 2019 ‏          | + 3 د 15 ث    |               |
| 9             | إميلي موبيرج        | فريق النرويج لركوب الدراجات للسيدات 2019 ‏          | + 3 د 17 ث    |               |
| 10            | Stine Borgli ‏       | فريق النرويج لركوب الدراجات للسيدات 2019 ‏          | + 3 د 19 ث    |               |
|               |                     |                                                    |               |               |
|               |                     |                                                    |               |               |

### تصنيف النقاط
| تصنيف النقاط | تصنيف النقاط        | تصنيف النقاط                                       | تصنيف النقاط | تصنيف النقاط |
| المتسابقة    | المتسابقة           | الفريق                                             | النقاط       |              |
| ------------ | ------------------- | -------------------------------------------------- | ------------ | ------------ |
| 1            | Coryn Rivera        | فريق الولايات المتحدة لركوب الدراجات للسيدات 2019 ‏ | 46 نقطة      |              |
| 2            | لوت كوبيكي          | لوتو بيليسول للسيدات ‏                              | 39 نقطة      |              |
| 3            | ميكي كروجر          | فريق ألمانيا لركوب الدراجات للسيدات 2019 ‏          | 32 نقطة      |              |
| 4            | Audrey Cordon-Ragot | فريق فرنسا لركوب الدراجات للسيدات 2019 ‏            | 29 نقطة      |              |
| 5            | سوزان أندرسن        | فريق النرويج لركوب الدراجات للسيدات 2019 ‏          | 24 نقطة      |              |
| 6            | صوفي دي فوست        | باركهوتل فالكنبورغ ‏                                | 22 نقطة      |              |
| 7            | ليان ليبرت          | فريق ألمانيا لركوب الدراجات للسيدات 2019 ‏          | 15 نقطة      |              |
| 8            | إميلي موبيرج        | فريق النرويج لركوب الدراجات للسيدات 2019 ‏          | 12 نقطة      |              |
| 9            | Nicola Juniper ‏     | Isorex ‏                                            | 10 نقطة      |              |
| 10           | Stine Borgli ‏       | فريق النرويج لركوب الدراجات للسيدات 2019 ‏          | 9 نقطة       |              |
|              |                     |                                                    |              |              |
|              |                     |                                                    |              |              |

### تصنيف الجبال
| تصنيف الجبال | تصنيف الجبال        | تصنيف الجبال                                       | تصنيف الجبال | تصنيف الجبال |
| المتسابقة    | المتسابقة           | الفريق                                             | النقاط       |              |
| ------------ | ------------------- | -------------------------------------------------- | ------------ | ------------ |
| 1            | صوفي دي فوست        | باركهوتل فالكنبورغ ‏                                | 44 نقطة      |              |
| 2            | Nicola Juniper ‏     | Isorex ‏                                            | 13 نقطة      |              |
| 3            | Coryn Rivera        | فريق الولايات المتحدة لركوب الدراجات للسيدات 2019 ‏ | 12 نقطة      |              |
| 4            | ليان ليبرت          | فريق ألمانيا لركوب الدراجات للسيدات 2019 ‏          | 11 نقطة      |              |
| 5            | Audrey Cordon-Ragot | فريق فرنسا لركوب الدراجات للسيدات 2019 ‏            | 10 نقطة      |              |
| 6            | كيلي فان دن ستين    | لوتو بيليسول للسيدات ‏                              | 10 نقطة      |              |
| 7            | Nina Buijsman ‏      | باركهوتل فالكنبورغ ‏                                | 6 نقطة       |              |
| 8            | Jesse Vandenbulcke ‏ | دولتشيني فان إيك بروكسيموس ‏                        | 5 نقطة       |              |
| 9            | لوت كوبيكي          | لوتو بيليسول للسيدات ‏                              | 4 نقطة       |              |
| 10           | Stine Borgli ‏       | فريق النرويج لركوب الدراجات للسيدات 2019 ‏          | 4 نقطة       |              |
|              |                     |                                                    |              |              |
|              |                     |                                                    |              |              |

## تصنيف الفرق

### الفرق حسب الوقت
| تصنيف الفرق حسب الوقت | تصنيف الفرق حسب الوقت                              | تصنيف الفرق حسب الوقت | تصنيف الفرق حسب الوقت |
| الفريق                | الفريق                                             | الوقت                 |                       |
| --------------------- | -------------------------------------------------- | --------------------- | --------------------- |
| 1                     | فريق ألمانيا لركوب الدراجات للسيدات 2019 ‏          | 25 س 58 د 17 ث        |                       |
| 2                     | فريق الولايات المتحدة لركوب الدراجات للسيدات 2019 ‏ | + 2 د 44 ث            |                       |
| 3                     | فريق النرويج لركوب الدراجات للسيدات 2019 ‏          | + 2 د 57 ث            |                       |
|                       |                                                    |                       |                       |
|                       |                                                    |                       |                       |

## تصانيف فرعية

### تصنيف أفضل شاب
| تصنيف أفضل شابة | تصنيف أفضل شابة       | تصنيف أفضل شابة                           | تصنيف أفضل شابة | تصنيف أفضل شابة |
| المتسابقة       | المتسابقة             | الفريق                                    | الوقت           |                 |
| --------------- | --------------------- | ----------------------------------------- | --------------- | --------------- |
| 1               | ليان ليبرت            | فريق ألمانيا لركوب الدراجات للسيدات 2019 ‏ | 8 س 40 د 05 ث   |                 |
| 2               | سوزان أندرسن          | فريق النرويج لركوب الدراجات للسيدات 2019 ‏ | + 15 ث          |                 |
| 3               | كيرستي فان هافتن      | Health Mate–Cyclelive Team ‏               | + 36 ث          |                 |
| 4               | Nina Buijsman ‏        | باركهوتل فالكنبورغ ‏                       | + 1 د 19 ث      |                 |
| 5               | Ingvild Gåskjenn ‏     | فريق النرويج لركوب الدراجات للسيدات 2019 ‏ | + 1 د 30 ث      |                 |
| 6               | Shari Bossuyt ‏        | إن إكس تي جي ريسينغ ‏                      | + 2 د 10 ث      |                 |
| 7               | Amber van der Hulst ‏  | Jan van Arckel ‏                           | + 2 د 15 ث      |                 |
| 8               | Rozemarijn Ammerlaan ‏ | إن إكس تي جي ريسينغ ‏                      | + 2 د 26 ث      |                 |
| 9               | ماريا مارتينز         | سوبيلا ومنز تيم ‏                          | + 2 د 38 ث      |                 |
| 10              | هانا لودفيغ           | فريق ألمانيا لركوب الدراجات للسيدات 2019 ‏ | + 5 د 06 ث      |                 |
|                 |                       |                                           |                 |                 |
|                 |                       |                                           |                 |                 |